# Florian Fulland
Florian Fulland (* 15. September 1984 in Detmold) ist ein deutscher Fußballtrainer. Nach seiner im Amateurbereich absolvierten Spielerkarriere war er bisher vornehmlich als Jugendtrainer tätig. Als Interimstrainer war er jeweils kurzzeitig für die Profimannschaften des SC Paderborn 07 sowie des VfL Osnabrück zuständig.

## Werdegang
Fulland spielte in der Jugend bei der SpVgg Hagen-Hardissen, die er 1998 in Richtung SC Paderborn verließ. Dort durchlief der Abwehrspieler die Jugendmannschaften und spielte später für die Zweitvertretung der Ostwestfalen. 2004 rückte er in den Profikader auf, kam aber auch verletzungsbedingt unter Pavel Dotchev zu keinem Profieinsatz. 2005 wechselte er zum Delbrücker SC, für den er parallel zu seiner beruflichen Ausbildung als Sport-Student an der Universität Paderborn und der Absolvierung der ersten Trainerlizenzen bis 2012 auf dem Rasen stand. Dort arbeitete er mit Roger Schmidt, der ihn 2012 zum SC Paderborn zurück vermittelte. Bis 2014 lief er nochmals für die Reservemannschaft auf.
Parallel zu seinem Karriereausklang beim SC Paderborn engagierte sich Fulland in der Nachwuchsarbeit des Klubs. Dort stieg er zeitweise zum Leiter des Nachwuchsleistungszentrums auf und trainierte parallel die A-Jugend des Klubs. Im Oktober 2016 rückte er nach dem Abschied von Co-Trainer Markus Feldhoff, der als Assistent von Alexander Nouri zu Werder Bremen gewechselt war, ins Trainerteam von René Müller auf. Dabei sollte er weiterhin für die A-Junioren zuständig sein, die Leitung des Nachwuchszentrums übernahm Robin Willeke. Bereits wenige Wochen später wurde Müller entlassen und Fulland übernahm interimistisch ab 21. November des Jahres das Traineramt beim Drittligisten. Nach zwei Partien – nach einem 1:1-Remis gegen Fortuna Köln gab es eine 0:3-Niederlage gegen den FSV Zwickau – übernahm Stefan Emmerling das Cheftraineramt, Fulland kehrte in die Jugendarbeit zurück. Ein Jahr später gelang ihm mit dem SCP-Nachwuchs der Aufstieg in die A-Junioren-Bundesliga. Im Juni 2018 trat Fulland von seinem Amt zurück.
Ab Sommer 2019 war Fulland Jugendtrainer beim VfL Osnabrück und für die in der zweitklassigen Regionalliga antretenden A-Junioren zuständig. 2020 gelang ihm mit dem Team der Aufstieg in die A-Junioren-Bundesliga. Im Sommer 2020 startete er seine Ausbildung zum Fußballlehrer als höchste Lizenzstufe. Nachdem im Februar 2021 Marco Grote als Cheftrainer des zweitklassigen Herrenteams des VfL entlassen wurde, rückte Fulland interimistisch nach. Nach der Verpflichtung von Markus Feldhoff als neuem Cheftrainer am 3. März 2021 blieb Fulland dem Trainerteam zunächst als Co-Trainer erhalten. Am 30. April 2021 schied er vorzeitig aus dem Trainerteam aus. Er kehrte daraufhin als Trainer zur A-Jugend zurück. Am 5. Mai 2021 erhielt Fulland die Fußballlehrer-Lizenz.
Während der laufenden Saison verließ Fulland im Oktober 2021 den VfL Osnabrück, um mit sofortiger Wirkung den Trainerposten beim A-Junioren-Bundeligist Arminia Bielefeld anzutreten. Unter Fulland stieg die U-19 der Bielefelder in der gleichen Saison in die A-Junioren-Westfalenliga ab.